# مفسدین
مفسدین فیلمی به کارگردانی  و نویسندگی امان منطقی محصول سال ۱۳۵۹ است. این فیلم به نمایش عمومی درنیامد. 
امان منطقی پس از انقلاب سه فیلم ساخت که فقط فیلم اولش - سرباز اسلام - به نمایش گذاشته شد، ولی این فیلم نیز با سر و صدای زیادی از پرده سینماها پائین کشیده و توقیف شد. دلیل رسمی برای توقیف فیلم مفسدین به شرح زیر است:‌ "تحریف مبارزات اسلامی مردم مسلمان، بدآموزی و آموزش خشونت، توجیه کلیه اعمال خلاف اجتماع در پوشش دلسوزی برای انسان." اما آنچه از ظاهر فیلم برمی آید قضایای خاطرخواهی و مناسب نبودن پوشش بازیگران زن فیلم که در تمامی صحنه ها حضور داشته اند، عامل مهمی برای توقیف آن بوده است. سازندگان فیلم نیز به همین دلیل فکر چاره ای برای تغییرات بعدی نیافتند، چون این تغییرات مساوی بوده با دور ریختن تمام صحنه های گرفته شده و ساختن یک فیلم تازه.

## خلاصه داستان
چند مرد و زن از جمله يك افسر عالي رتبه ارتش، يك زن نزول خوار، یک بساز بفروش با عنوان دروغین دکترا و يك قاچاقچی مواد مخدر، كه قبل از انقلاب عليه مردم فعاليت داشتند، ناخداي لنجم را تطميع میكنند تا آنها را از مرز آبی عبور دهد. جوان کارگری نيز همراه مسافران است كه به قصد يافتن كار در کشورهای عربی به آن سوی آب مي رود. او در طول راه به دختر افسر علاقه مند میشود. ناخدای لنج آنها را در جزيره ای متروك پياده مي كند. با بالا آمدن آب آنها كه خود رابا مرگ روبرو میبينند، با تلاش زياد، به لنج باز مي گردند و با ناخدا و كارگران مقابله مي كنند. با شروع درگيری گروهی از دو طرف جان میبازند. دختر افسر و كارگر جوان تنها افراد هستند که از این جمع زنده میمانند. این دو پس از مدتی دربدری به هم میرسند و از دور با دیدن پرچم سه رنگ ایران میفهمند که به کشورشان بازمیگردند!

## بازیگران
- حمیده خیرآبادی  (زینت سلطنه، زن نزول خور)
- سعید سیدزاده (کارگر جوان)
- کاظم افرندنیا (آژیر، ساواکی)
- حسین خانی بیک  (قاچاقچی)
- محرم بسیم (افسر ارتش)
- فریده امامی (شیرین، دختر افسر)
- حسن بهادر بیگی
- حسن نورهانی (بساز بفروش معروف به دکتر)
- اوج دریا (نانا / نادر، مرد زن نما)[۴]